# Yunfu
Yunfu (forenklet kinesisk: 云浮, pīnyīn: Yúnfú) er en by på præfekturniveau i den vestlige del af Guangdong-provinsen i Folkerepublikken Kina. Den grænser til Zhaoqing i nord, Foshan i øst, Jiangmen og Maoming i sydvest, Yangjiang i syd og den autonome region Guangxi i vest.

## Administrative enheder
Yunfu består af et bydistrikt, tre amter og et byamt:
- Bydistriktet Yuncheng (云城区), 762 km², 280.000 indbyggere;
- Amtet Xinxing (新兴县), 1.520 km², 450.000 indbyggere;
- Amtet Yunan (郁南县), 1.966 km², 480.000 indbyggere;
- Amtet Yun'an (云安县), 1.231 km², 310.000 indbyggere;
- Byamtet Luoding (罗定市), 2.300 km², 1,09 millioner indbyggere.

## Trafik
Kinas rigsvej 324 fører gennem området. Den går fra Fuzhou i provinsen Fujian og gennem Guangdong, Guangxi, Guizhou, og ender i Kunming i Yunnan.
22°56′N 112°1′Ø / 22.933°N 112.017°Ø